# Ordinateur personnel
Ne doit pas être confondu avec Compatible PC, Ordinateur portable ou Ordinateur de bureau.
Pour les articles homonymes, voir PC.
L'ordinateur personnel (ou PC pour  l'anglais personal computer) se confond aujourd'hui avec le micro-ordinateur ou ordinateur individuel : c'est un ordinateur destiné à l'usage d'une personne, de prix accessible et dont les dimensions sont assez réduites pour tenir sur un bureau (portables ou de bureau).
La première machine appelée micro-ordinateur est le Micral N, breveté en 1973 par le Français François Gernelle. Toutefois, à cette époque, on pouvait déjà considérer comme ordinateurs personnels les mini-ordinateurs diffusés au cours des années 1960, ainsi que le premier ordinateur de bureau Olivetti Programma 101 commercialisé en 1965. Quant aux premiers ordinateurs personnels grand public, ils sont apparus à la fin des années 1970 et les premiers ayant fait l'objet d'une certaine popularité ont été mis en marché en 1977.
Depuis le début de l'année 2013, on assiste à un recul des ventes d'ordinateurs personnels au bénéfice des tablettes tactiles et des smartphones,.

## Historique et évolutions

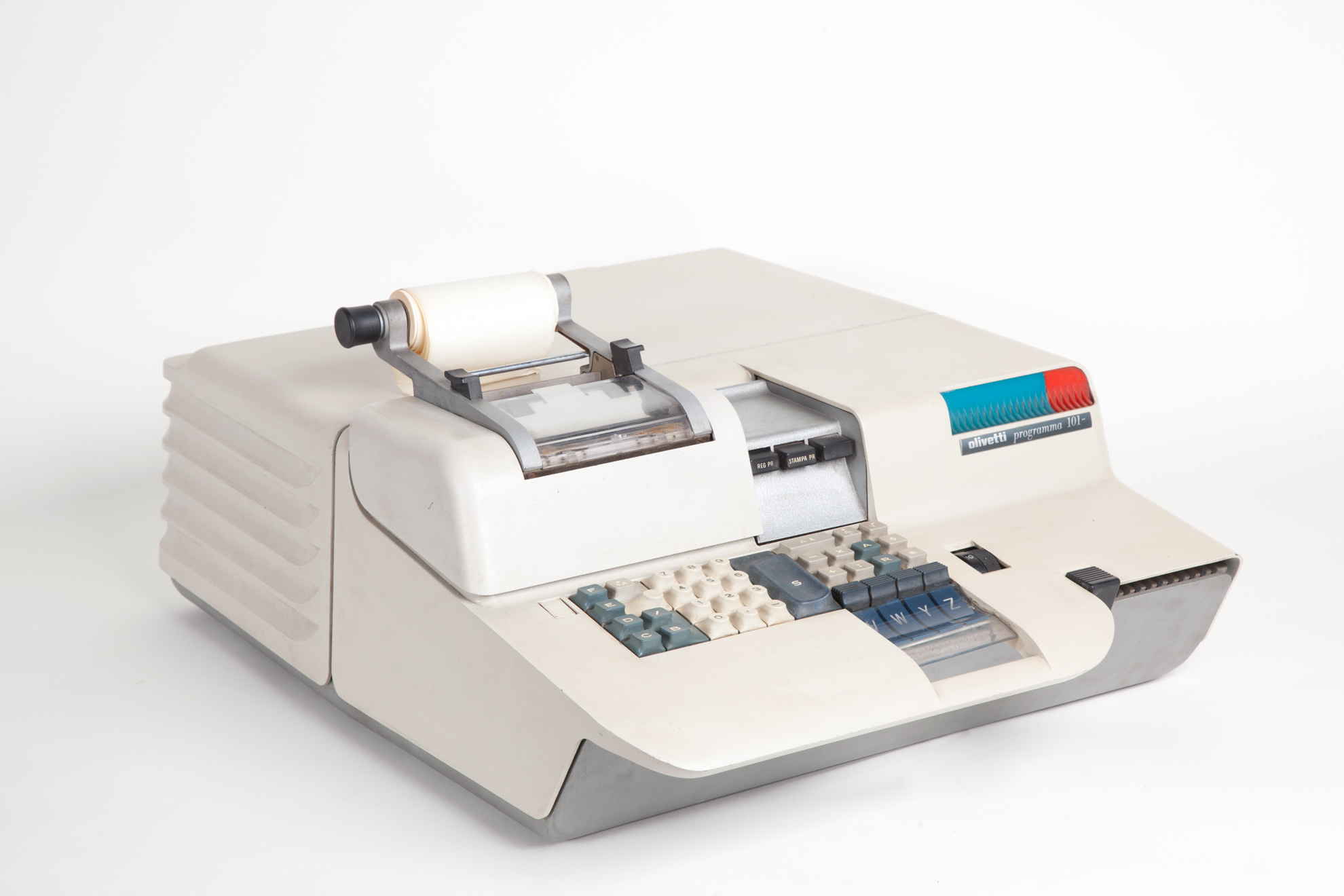
Olivetti Programma 101 (1964).

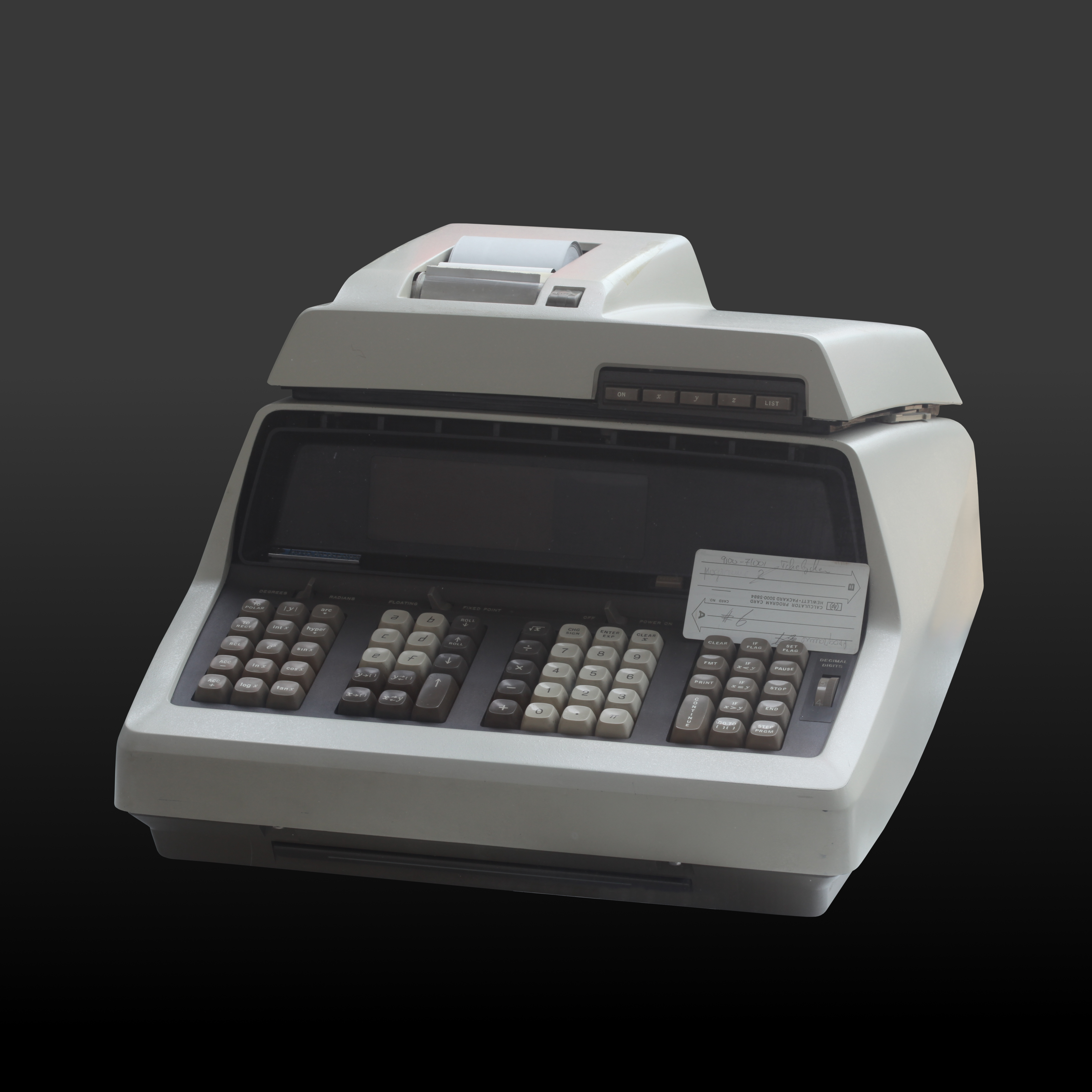
Un HP 9100A (1968).

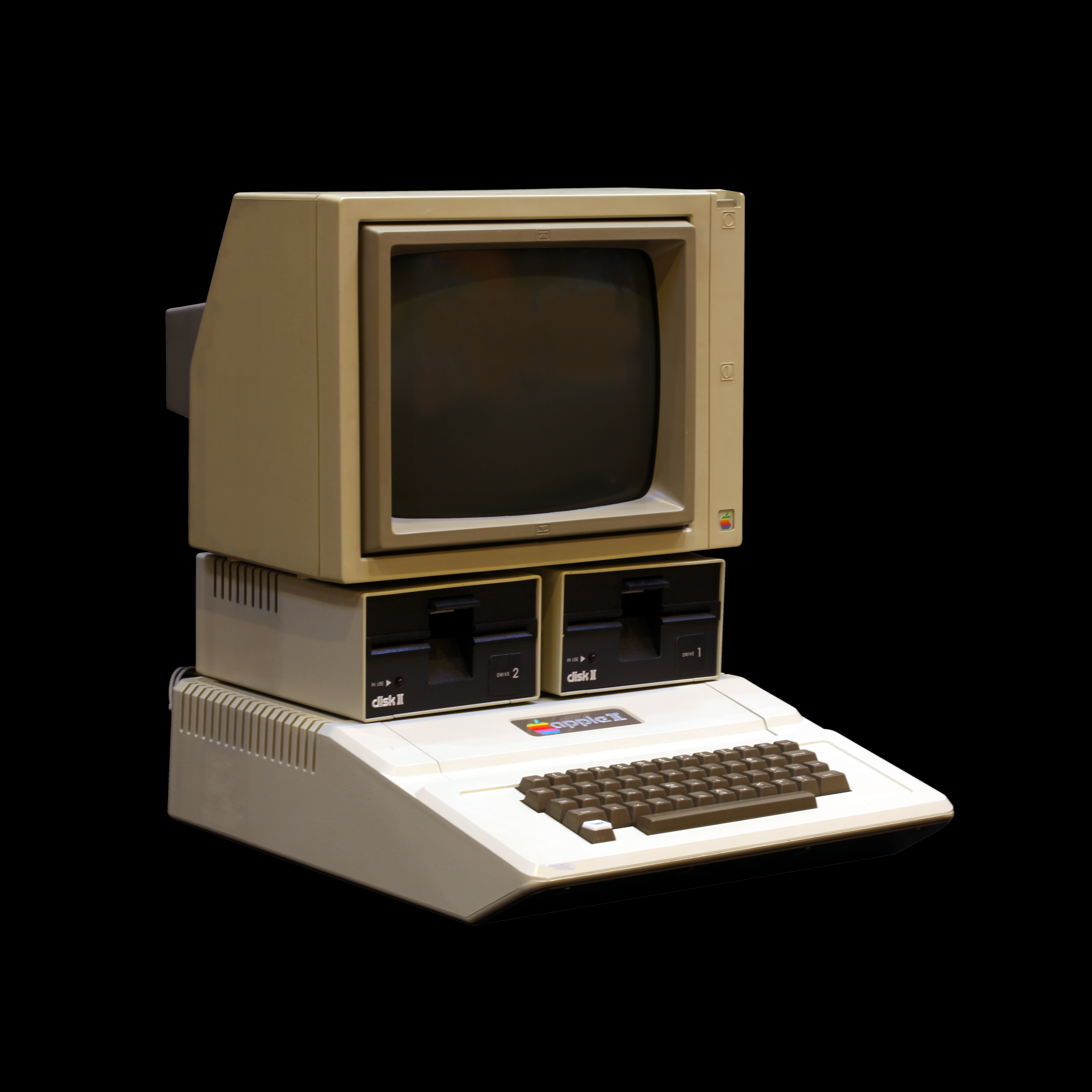
Un Apple II (1977).

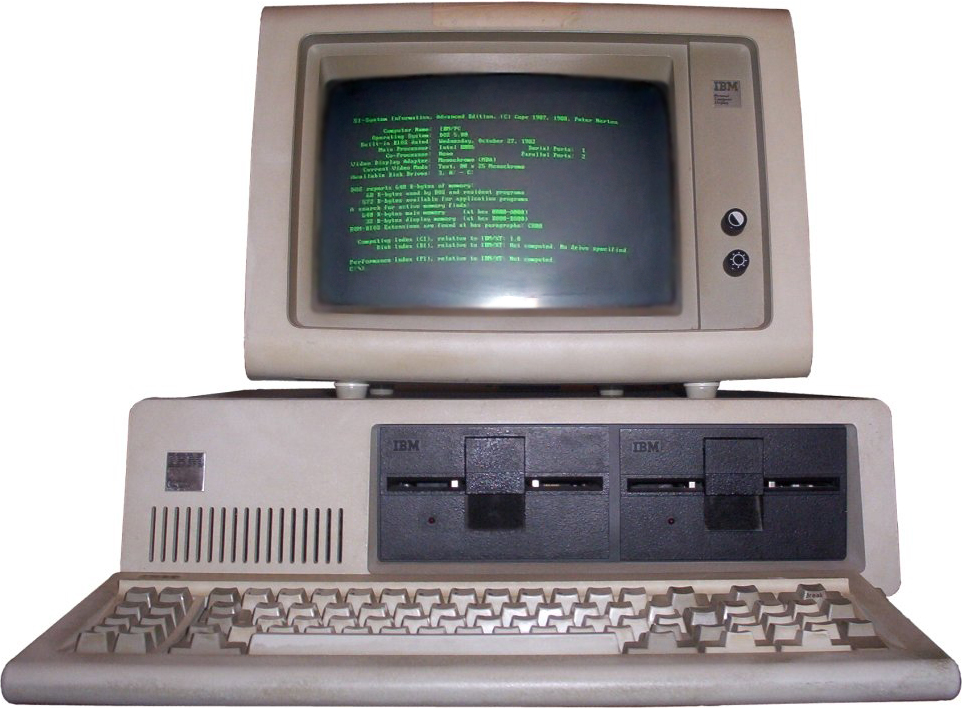
L'ordinateur personnel IBM 5150 de 1981 a été l'une des premières machines du type qui est aujourd'hui largement considéré comme un PC, IBM ayant établi une norme industrielle. Il existait toutefois des ordinateurs antérieurs, tels que l'Apple II (1977), qui incarnaient un concept très similaire.

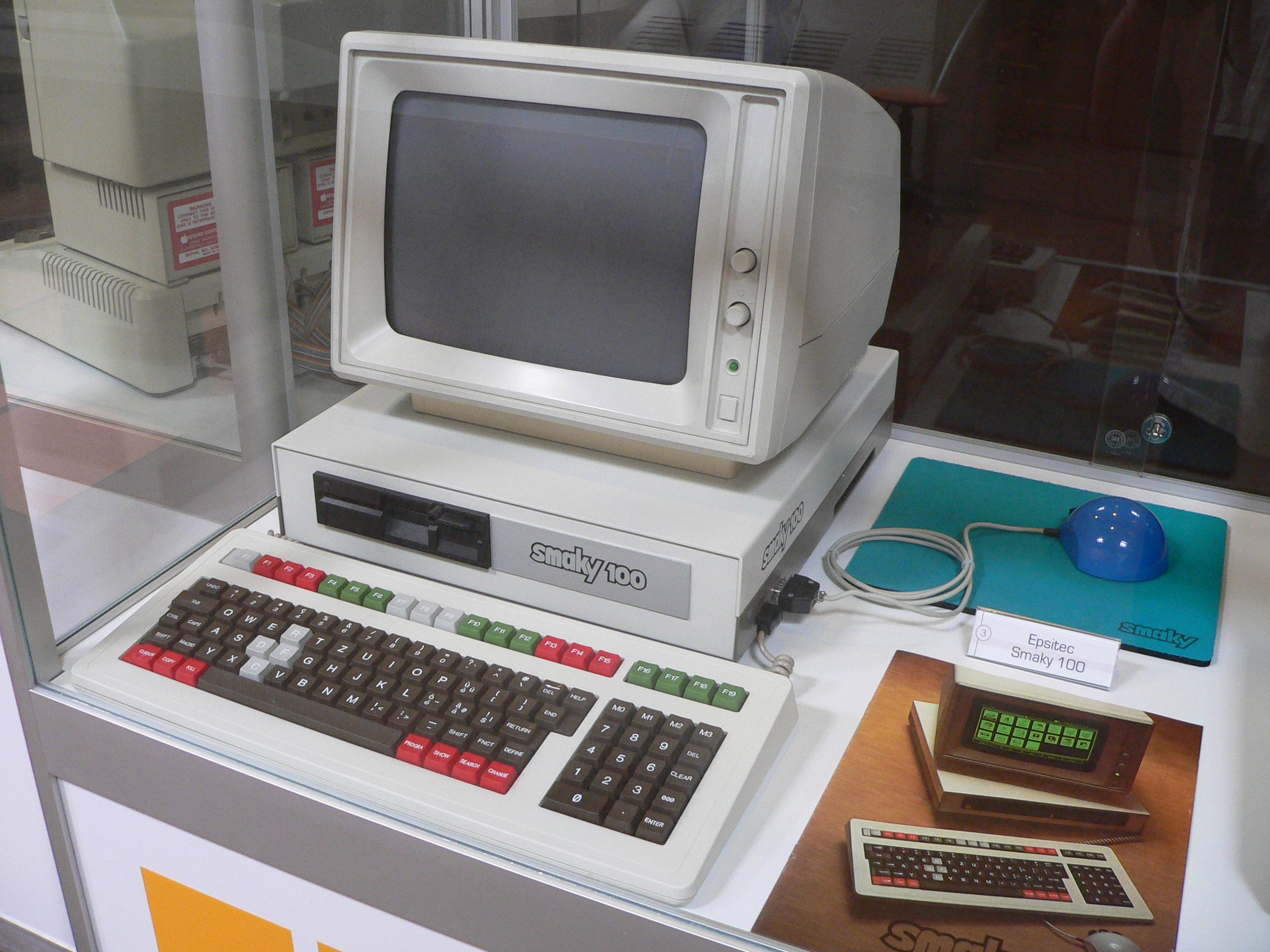
Un ordinateur personnel produit au milieu des années 1980 avec clavier, souris et écran.

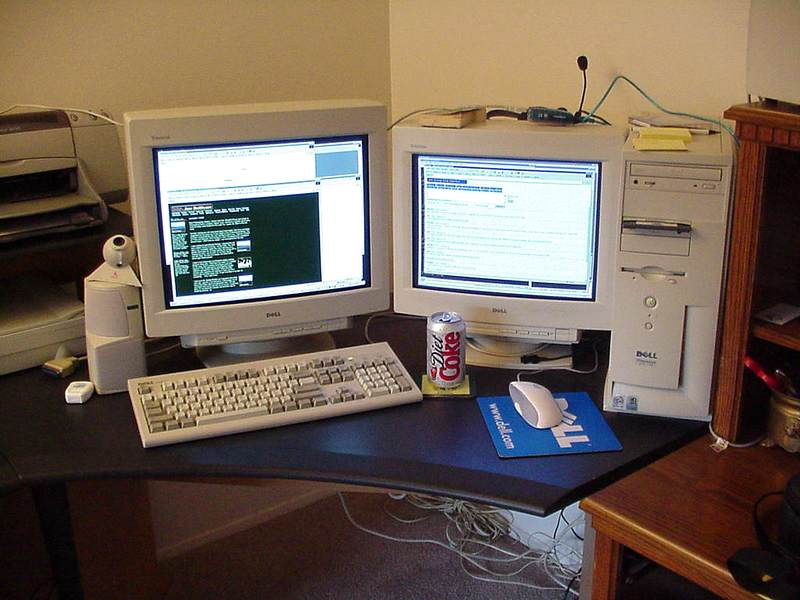
Ordinateur personnel en 2005, avec double écrans et webcam.

Parmi les premières machines vendues comme calculatrice programmable, mais pouvant aussi être considérées comme des ordinateurs personnel, il y a la Programma 101 inventée en 1964 par l'ingénieur italien Pier Giorgio Perotto pour l'entreprise italienne Olivetti. Environ 44 000 unités seront vendues, principalement aux États-Unis. En 1968, la Hewlett-Packard 9100A s'inspire de la Programma 101 et intègre calculs scientifiques et financiers.
Les ordinateurs personnels grand public sont apparus à la fin des années 1970 lorsque le coût et la dimension des ordinateurs ont pu être suffisamment réduits pour les rendre abordables. Les premiers ordinateurs personnels populaires sont apparus quasiment simultanément et sont :
- L'Apple II d'Apple (1977) ;
- Le TRS-80 de Tandy (1977) ;
- Le PET de Commodore International (1977).

Les années 1980 ont vu la multiplication des micro-ordinateurs. De nombreuses entreprises américaines, européennes et asiatiques ont participé avec enthousiasme à ce nouveau marché.
En 1981, IBM produit l'IBM PC, qui était vendu très cher par rapport aux autres micro-ordinateurs et nécessitait son propre écran, alors que les autres micro-ordinateurs permettaient d'utiliser l'écran de la télévision familiale. La carte graphique CGA, sortie en 1981, avait aussi un prix assez élevé et était limitée à quatre couleurs. En 1984, IBM sort une carte Enhanced Graphics Adapter supportant 16 couleurs.
Les descendants de l'ordinateur personnel d'IBM, les compatibles PC, fabriqués par des entreprises asiatiques, ont exercé une pression sur le marché qui a fait diminuer le prix de vente des ordinateurs personnels. À partir des années 1990, ils représentent plus de 90 % des ordinateurs personnels vendus[réf. nécessaire].
Il y a une convergence entre le type de matériel utilisé dans les Macintosh et celui utilisé dans les PC — allant jusqu'à l'adoption, à partir de 2006, de processeurs Intel par Apple — minimise le fossé traditionnel entre les deux mondes. Les différences principales entre les types de micro-ordinateurs portent depuis essentiellement sur leurs systèmes d'exploitation.

## Architecture matérielle d'un micro-ordinateur
Le micro-ordinateur est traditionnellement composé d'une unité centrale (unité de traitement de l'information), essentiellement un microprocesseur, ainsi que d'interfaces d'entrée (clavier, souris, etc. pour les entrées standard) et d'interfaces de sortie (écran, imprimante, etc. pour les sorties standard). L'ensemble des composants (processeur, barrettes de mémoire vive, ports matériels, est assemblé sur une carte mère.

## Distribution
Les ordinateurs personnels sont vendus assemblés et prêts à l'emploi dans de nombreuses enseignes grand public, comme les hypermarchés, ou spécialisées. Il n'est alors pas possible de choisir la configuration matérielle, qui est déterminée en fonction du modèle.
Il est également possible d'acheter les composants de l'ordinateur et de l'assembler.

## Quelques modèles d'ordinateurs personnels
- 1 : écran
- 2 : carte mère
- 3 : processeur
- 4 : connecteurs ATA
- 5 : mémoire vive
- 6 : carte d'extension
- 7 : alimentation
- 8 : lecteur CD
- 9 : disque dur
- 10 : clavier
- 11 : souris

Ci-dessous, figure une liste chronologique de quelques ordinateurs personnels ayant marqué leur époque.

### Années 1960
- Olivetti Programma 101 (1965[3]) ;
- Hewlett-Packard 9100A (1968[4]).

### Années 1970
- HP 9810 (model 10) (1971[5]) ;
- Kenbak-1 (1971), vendu par correspondance, sans microprocesseur ;
- HP 9820 (model 20) (1972[5]) ;
- Micral (1972-1973), petit ordinateur construit par la société R2E pour le premier microprocesseur d'Intel, le i8008, et commercialisé en janvier 1973 ;
- HP 9830 (model 30) (1973[5]) ;
- Altair 8800 (1975), vendu en kit, le premier logiciel de Microsoft (un BASIC) est conçu pour lui ;
- IBM 5100 et 5110 (1975-1977), langages BASIC et APL en ROM ;
- Compucolor (1975), le premier à afficher sur un écran couleur, ce qui était du jamais vu pour un ordinateur personnel au moment de son lancement ;
- Apple I, II et III (1976-1980) ;
- Commodore PET (1977) ;
- Tandy TRS-80 (1977-1985) ;
- Exidy Sorcerer (1978) ;
- TI-99/4A de Texas Instruments (1979), le premier 16 bits du marché.

### Années 1980
- DAI Imagination machine (1980), très orientée musique et graphismes ;
- Sinclair ZX80 (1980), vendu assemblé ou en kit ;
- Commodore VIC-20 (1980) ;
- BBC Micro (1981) ;
- IBM PC et compatibles PC (1981), à l'origine de presque tous les ordinateurs personnels actuels[6] ;
- NEC PC-88 et PC-98 (1981) ;
- Xerox Star (1981), héritier du Xerox Alto sur lequel ont été créés la souris et l'environnement graphique, il est le premier ordinateur personnel à les utiliser[7],[8] ;
- ZX81 (1981), vendu assemblé ou en kit et avec un clavier fait d'une unique plaque, sensitive ;
- Commodore 64 (1982), l'ordinateur personnel le plus vendu selon le Livre Guinness des records 2011[9]. ;
- ZX Spectrum (1982), touches du clavier en élastomère ;
- Thomson TO7 (1982) ;
- Oric 1 (1982) ;
- Apple Lisa (1983) ;
- Olivetti M24 (en) (1983) ;
- Olivetti M10 (sr) (1983) ;
- Olivetti M21 (it) (1983) ;
- Hector (Micronique) (1981) ;
- Hector 2HR (1983) ;
- Hector 2HR+ (1984) ;
- Hector HRX (1984) ;
- MSX (1983-1990) ;
- HP 110 (1984)[10] ;
- Oric Atmos (1984) ;
- Philips VG5000 (1984) ;
- Sinclair QL (1984), vendu avec quatre logiciels bureautiques sur mini-cassettes ;
- Thomson MO5 (1984-1986) ;
- Amstrad CPC (1984-1989) ;
- Apple Macintosh (1984), second ordinateur personnel à utiliser la souris, qui la rendra populaire ;
- Commodore 128 (1985-1989) ;
- MSX2 (1985-1990) ;
- Atari ST (1985-1993), le premier ordinateur personnel avec un environnement graphique en couleur, mais aussi recherché pour la musique ;
- Amiga 1000 (1985-1986), le premier système multitâche préemptif sur ordinateur personnel ;
- Olivetti M28 (en) (1986) ;
- Olivetti M19 (en) (1986) ;
- Acorn Archimedes (1987), le premier ordinateur RISC grand public ;
- Sharp X68000 (1987) ;
- Amiga 500, Amiga 2000 (1987) ;
- NeXTcube (1988-1993) ;
- FM Towns (1989) ;
- Olivetti LSX520 (1989).

### Années 1990
- MSX turbo R (1990) ;
- Olivetti M300-100 (1990) ;
- Amiga 1500, Amiga 3000 (juin 1990-1992) ;
- HP Pavilion
- NeXTstation (1990-1993) ;
- Olivetti M15 (1991) ;
- Olivetti M111 (1991) ;
- Olivetti S20 (1991) ;
- Olivetti D33 (1991) ;
- Amiga 1200 (1992) ;
- Amiga 4000 (1992-1994) ;
- Olivetti Philos (en) (1992) ;
- Olivetti M4 (it) (1994) ;
- Power Macintosh (1994-?) ;
- Olivetti Echos (de) (1995) ;
- Olivetti Envision (it) (1995) ;
- BeBox (1995-1996), premier ordinateur personnel multi-processeurs.

### XXIesiècle
- Apple eMac (2001) ;
- Chromebook (2009).

## Marché
Au cours du second trimestre 2011, selon un analyste de la société d'études de marketing IDC, la vente de PC sur le marché chinois a dépassé les 18,5 millions d'appareils et 17,7 millions d'appareils aux États-Unis.
Parts de marché du marché mondial des PC au 4e trimestre 2010 :
- États-Unis : Hewlett Packard (17,7 %) ;
- Taïwan : Acer (12,8 %) ;
- États-Unis : Dell (10,8 %) ;
- Chine : Lenovo[13] (9,1 %) ;
- autres (48,8 %).

## Ordinateur portable ou de bureau
Le prix des ordinateurs portables a beaucoup diminué au cours des dernières années et l’ordinateur portable est devenu une bonne alternative au traditionnel ordinateur de bureau. L’ordinateur portable possède des avantages indéniables pour les travailleurs mobiles qui doivent transporter leurs ordinateurs. Cependant, l’ordinateur de bureau est parfois une alternative plus avantageuse pour les travailleurs sédentaires et reste la référence pour les stations de travail demandant une batterie de processeurs puissants et l'accès à de grosses unités de stockage sans passer par le cloud. Il est aussi préféré par les joueurs de jeux vidéo sur ordinateur, car il permet d'avoir des cartes graphiques plus performantes, davantage de mémoire vive et une meilleure aération des composants qui améliore significativement leur durabilité.
Depuis le début de l'année 2013, le marché s'oriente vers les tablettes tactiles, les phablettes et les smartphones.

### Avantages et inconvénients d'un ordinateur portable

#### Avantages
- Son autonomie[14] permet de l'utiliser partout (y compris à l'extérieur) et sa batterie fait en sorte qu'il n'est pas sensible aux coupures du courant secteur ;
- Il est conçu pour consommer le moins d'énergie possible ;
- Sa légèreté et ses dimensions modestes (en comparaison avec un ordinateur de bureau) permettent de le transporter facilement ;
- Le faible encombrement est aussi un avantage pour ceux qui disposent de très peu d’espace au travail ou au domicile ;
- Il facilite la présentation des produits, services ou autres lorsqu'il est utilisé comme outil de travail ;
- Il se range facilement lorsqu'on ne l'utilise pas.

#### Inconvénients
- Son autonomie de batterie peut être relativement faible selon les modèles, le type de batterie et l'âge de la batterie ;
- La taille réduite de l'écran et du clavier peut limiter le confort d'utilisation pour des travaux de bureautique ;
- Le coût est généralement plus élevé à puissance équivalente avec un ordinateur de bureau (cependant, cet écart tend à diminuer[réf. souhaitée]) ;
- Le remplacement de l'écran, du clavier et de certains composants importants (barrettes de mémoire vive, disque dur, carte graphique, etc.) est parfois difficile, voire impossible pour certains modèles. Cela peut être causé par le fait que les composants peuvent être fixés de manière permanente au châssis de l'ordinateur ou parce qu'aucun composant de remplacement n'est compatible avec le système ;
- Il sera plus souvent amené à être déplacé et subira plus de chocs qu'un ordinateur fixe, ce qui pourra atténuer sa durabilité. Par exemple, les chocs peuvent endommager le disque dur s’il est mal manipulé ou déplacé trop brutalement ;
- Il émet beaucoup de chaleur du fait du peu de ventilation et du peu d'espace pour la circulation d'air, ce qui peut nuire à la performance des composants, voire causer leur dégradation prématurée ;
- Il convient mal aux activités multimédia qui exploitent fortement les composants (montage et compression de fichiers vidéo, rendu 3D, jeux vidéo, calculs mathématiques complexes, etc.).

### Avantages et inconvénients d'un ordinateur de bureau

#### Avantages
- L'ergonomie : l’écran et le clavier peuvent être placés à l’endroit et à la hauteur qui maximisent le confort de l’utilisateur ;
- Son prix est de 20 à 40 % inférieur à celui d’un ordinateur portable de puissance comparable ;
- Sa connectique est souvent plus riche et beaucoup plus flexible ;
- Il évacue mieux sa chaleur qu’un ordinateur portable ;
- Il est généralement plus facile et moins coûteux à réparer qu’un ordinateur portable parce que les composants sont facilement accessible ;
- Il est souvent possible d'ajouter ou de changer quelques pièces d’un ordinateur de bureau pour une mise à niveau ou pour en prolonger la vie, ce qui est rarement possible avec un ordinateur portable.

#### Inconvénients
- L'inconvénient majeur est sa taille et son poids imposants, ce qui le rend généralement difficile à déplacer, avec son écran, son clavier, etc. Il nécessite généralement un meuble dédié ;
- La consommation électrique des composants est souvent supérieure, comme l'optimisation des ressources n'est généralement pas aussi importante que pour un appareil qui fonctionne avec une batterie ;
- L'absence de batterie interne dans la grande majorité des modèles force l'arrêt en cas de coupure de courant électrique, mais un onduleur externe peut palier ce défaut.

## Aspects environnementaux
L'obsolescence des ordinateurs personnels est habituellement assez rapide dans les entreprises (souvent de trois années seulement) et plus ou moins rapide chez les particuliers (de cinq à dix ans)[réf. souhaitée].
Cette faible durée de vie, jointe au fait que les ordinateurs en fin de vie génèrent des déchets, a fait prendre conscience qu'il existe un impact environnemental à changer trop souvent d'ordinateur personnel.
L'empreinte environnementale des ordinateurs personnels est très importante :
- Pour leur fabrication, ils nécessitent une très grande quantité de matériaux, en particulier de métaux. Le PNUE a publié en 2013 une étude sur la composition d'un ordinateur personnel fixe et l'Öko-Institut a fait une étude équivalente en 2012 pour les ordinateurs portables[15].
- Ils nécessitent également une quantité importante d'énergie grise, c'est-à-dire l'énergie utilisée pendant le cycle de vie hors utilisation. Une étude effectuée par l'Association pour le développement des énergies renouvelables (ADER), une association suisse basée à Lausanne, montre que, pour un ordinateur fixe de gamme moyenne, l'énergie grise représente 87 % de l'énergie totale consommée pendant cinq ans. Un ordinateur portable ou un écran plat demandent beaucoup moins d’énergie grise, étant plus légers[16].

Ce sont deux arguments qui montrent que, pour réduire l'empreinte environnementale d'un ordinateur personnel, il faut le garder le plus longtemps possible.
En France, l'État exige depuis le Grenelle Environnement que la durée d'utilisation des micro-ordinateurs soit portée à cinq ans et que :
- pendant cinq ans, il y ait soit une possibilité de maintenance, soit une garantie de disponibilité des pièces détachées ;
- soient insérées dans les marchés publics des clauses de reprise des matériels en fin de vie ;
- les emballages soient minimaux et récupérés par le fournisseur ;
- la certification TCO soit respectée (absence de métaux lourds, écoconception et pourcentage de matériaux recyclés élevé).